# Cricotopus quadrizonatus
Cricotopus quadrizonatus är en tvåvingeart som beskrevs av Tokunaga 1964. Cricotopus quadrizonatus ingår i släktet Cricotopus och familjen fjädermyggor. Inga underarter finns listade i Catalogue of Life.